# Ptilocera quadridentata
Ptilocera quadridentata är en tvåvingeart som först beskrevs av Fabricius 1805.  Ptilocera quadridentata ingår i släktet Ptilocera och familjen vapenflugor. Inga underarter finns listade i Catalogue of Life.